# 李菁菁
李菁菁（1970年9月—），中国女演员。北京市人，出生于内蒙古自治区通辽市。北京电影学院文学系大专学历。荧幕特点是大嗓门、大体型、大大咧咧的“麻辣村妇”形象。

## 生平
15岁时李菁菁有幸被选中成为“谋女郎”出演电影《老井》，但未能因此进入演艺圈。几经周转后考入北京电影学院文学系，毕业后在电视剧《金婚》中饰演庄嫂一角后小有名气。
2019年11月12日，李菁菁在微博宣布退出演艺圈，專心帶孩子。此前的2018年8月，李菁菁在微博爆料称，拒绝了某个谈片酬的副導演索要回扣，不能违背自己的良心。同年11月30日又发文称，因该爆料“有一个近500人的副导演群要封杀我，我不怕封杀”。

## 作品列表

### 电影
- 1985年《老井》 饰 春梅
- 1998年《男妇女主任》 饰 桂如
- 2002年《冰峪沟》
- 2003年《关东民谣》
- 2006年《网络少年》 飾 耿小樂母親
- 2008年《刘村驻京办》
- 2010年《无敌销房队》
- 2015年《捉妖记》 飾 李大妈
- 2019年《地久天长》 饰 高美玉

### 電視劇
- 2007年《真情无限之养母生母》
- 2010年《歡喜婆婆俏媳婦》 飾 賈苗條
- 2011年《我的三个母亲》（上海东方电影频道）[5]
- 2015年《爸爸是条龙》（翡翠东方TVBC）
- 2019年《王牌主播》

## 外部連結
- 李菁菁在豆瓣上的资料（简体中文）